# 長沼静
長沼 静（ながぬま しず）は、「長沼静きもの学院」の学院長の名前。

## 2代目・長沼静

### 来歴
1974年（昭和49年）横浜市生まれ。初代・長沼静の孫で、本名は長沼繭美（ながぬま まゆみ）。
1997年（平成9年）3月、昭和女子大学卒業。2000年（平成12年）1月に、祖母である初代・長沼静が創立した「長沼静きもの学院」の学院長に就任。2005年（平成17年）10月に、「二代目・長沼静」を襲名した。
日本和装教育協会長、日本組紐協会長のほか、「長沼静きもの学院」などを運営する株式会社長沼の取締役でもある。

### 出演
- もっともゴチャ・まぜっ!（MBSラジオ）　2010年4月10日 - 7月10日

## 初代・長沼静
1920年（大正9年）、長野県生まれ。
1949年（昭和24年）に、「きもの研究所」を横浜市に設立し、1955年（昭和30年）には、株式会社長沼を設立。
1967年（昭和42年）に、日本初の着物着付け教室となる「長沼学園きもの着付け教室」（現：長沼静きもの学院）を開設。その後、日本和装教育協会会長や日本組紐協会会長を歴任した。
2006年（平成18年）2月19日に、心不全のため逝去。享年86。

## リンク
- 長沼静の和み日記「静のこと」 - ウェイバックマシン（2013年4月25日アーカイブ分）
- 長沼静きもの学院